# Athemus oudai
Athemus oudai es una especie de coleóptero de la familia Cantharidae.

## Distribución geográfica
Habita en Sichuan (China).